# Бунт роботов (фильм)
«Бунт роботов» (иной вариант перевода — «Побег роботов»; дословный перевод названия — «Беглец»; англ. «Runaway») — кинофильм. Экранизация фантастического романа писателя Майкла Крайтона, который выступил также и режиссёром фильма. Фильм номинировался на награду «Сатурн». Фильм номинировался на награду «Сатурн».

## Сюжет
Недалёкое будущее. В повседневную жизнь людей прочно вошли нечеловекообразные роботы. Они активно помогают людям во всех сферах: работают на фермерских полях, строят здания, следят за безопасностью в офисах, выполняют работу по дому. Сержант Джек Р. Рэмси (Том Селлек) и его новая напарница Карен Томпсон (Синтия Родес) служат в особом отделе полиции, который занимается поиском сбежавших и нейтрализацией вышедших из-под контроля роботов. Их работа обычно довольно рутинна, но однажды в городе появляется робот-киллер, запрограммированный убивать. Выясняется, что его запрограммировал доктор Чарльз Лютер (Джин Симмонс) — злодей, намеревающийся продавать свои опасные технологии преступникам и террористам. Рэмси и Томпсон, между которыми возникает симпатия, выходят на след Лютера, но обнаруживают, что теперь он направил свои разработки против них. Лютер создал самонаводящиеся ракеты, выпускаемые из подобия пистолета и способные преследовать цель; создал миниатюрных стальных пауков, запрограммированых внезапно нападать, впрыскивать яд, а потом заживо сжигать жертву; также Лютер создал высокоскоростных самовзрывающихся минироботов, при помощи которых он атаковал машину полиции на автостраде. С трудом избежав гибели, Рэмси удаётся заполучить шаблоны микроконтроллеров, необходимые Лютеру. Лютер похищает сына Рэмси — Бобби — и угрожает убить его, если не получит назад шаблоны. Рэмси и Томпсон отправляются на стройку небоскрёба, где им назначил встречу Лютер. После суровой схватки они освобождают Бобби и затем убивают Лютера, бросив его на растерзание его же механическим паукам.

## В ролях
- Том Селлек — Джек Р. Рэмси
- Синтия Родес — Карен Томпсон
- Джин Симмонс — Чарльз Лютер
- Кёрсти Элли — Джеки, подруга Лютера
- Джои Креймер — Бобби
- Чек Веррелл — проститутка

## Художественные особенности
Фильм был невысоко оценён кинокритиками с художественной точки зрения, хотя был положительно отмечен за промышленный дизайн и спецэффекты. В этом фильме было реалистично показано ближайшее будущее человечества, где роботы не выглядят как люди, а напоминают ещё ящики на колёсах или на гусеницах со специальными приспособлениями — как и стали выглядеть военные, сапёрные и многие промышленные роботы в начале XXI века. В то же время в фильме создана атмосфера, в которой между человеком и роботом чувствуется напряжение, хотя люди и машины вынуждены ежедневно работать вместе.
В самом конце фильма Рэмси, чтобы одержать победу над преступником, должен преодолеть свой страх высоты, находясь в открытом техническом лифте на самом верху строящегося небоскрёба. Этот и некоторые другие эпизоды критики восприняли как штамп.
В фильме необычный актёрский состав. Актёр Том Селлек более известен по фильмам-вестернам, это его единственная роль в фантастических фильмах. Синтия Родес, исполнявшая роль Карен Томпсон, была более известна как танцовщица. Особое внимание в фильме привлекает Джин Симмонс, лидер знаменитой группы «Kiss», исполнивший роль главного злодея — доктора Чарльза Лютера. Симмонс так органично выглядел в этом образе, что его ещё не раз потом приглашали на подобные роли. В фильме снялась также молодая Кёрсти Элли в роли подружки Лютера.